# Badminton House

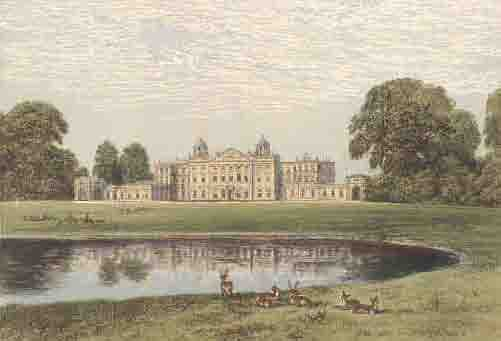
Badminton House en el

Badminton House es una gran casa de campo en Gloucestershire, Inglaterra, y ha sido la principal sede de los duques de Beaufort desde finales del siglo XVII, cuando la familia se trasladó desde el castillo de Raglan, que quedó en ruinas tras la Guerra Civil Inglesa. El arquitecto William Kent renovó y amplió la casa en estilo palladiano a principios del siglo XVIII, pero aún permanecen muchos elementos más antiguos. El deporte del bádminton fue reintroducido desde la India y popularizado en la casa, de ahí el nombre del mismo.
La reina María y su personal permanecieron en Badminton House durante la mayor parte de la Segunda Guerra Mundial. En el siglo XXI, Badminton House es conocida sobre todo por el acontecimiento anual del Badminton Horse Trials. También está muy relacionada con la caza del zorro. Posteriores duques de Beaufort han sido maestros del Beaufort Hunt, que es probablemente una de las dos cazas más famosas en el Reino Unido junto con el Quorn Hunt. Badminton estuvo abierto al público en el pasado, pero no actualmente (en el año 2008).
Fue la ubicación de algunas escenas de la película Lo que queda de día y de Pearl Harbor, así como una de las localizaciones principales de la serie de TV The Gentlemen.